# Stefling

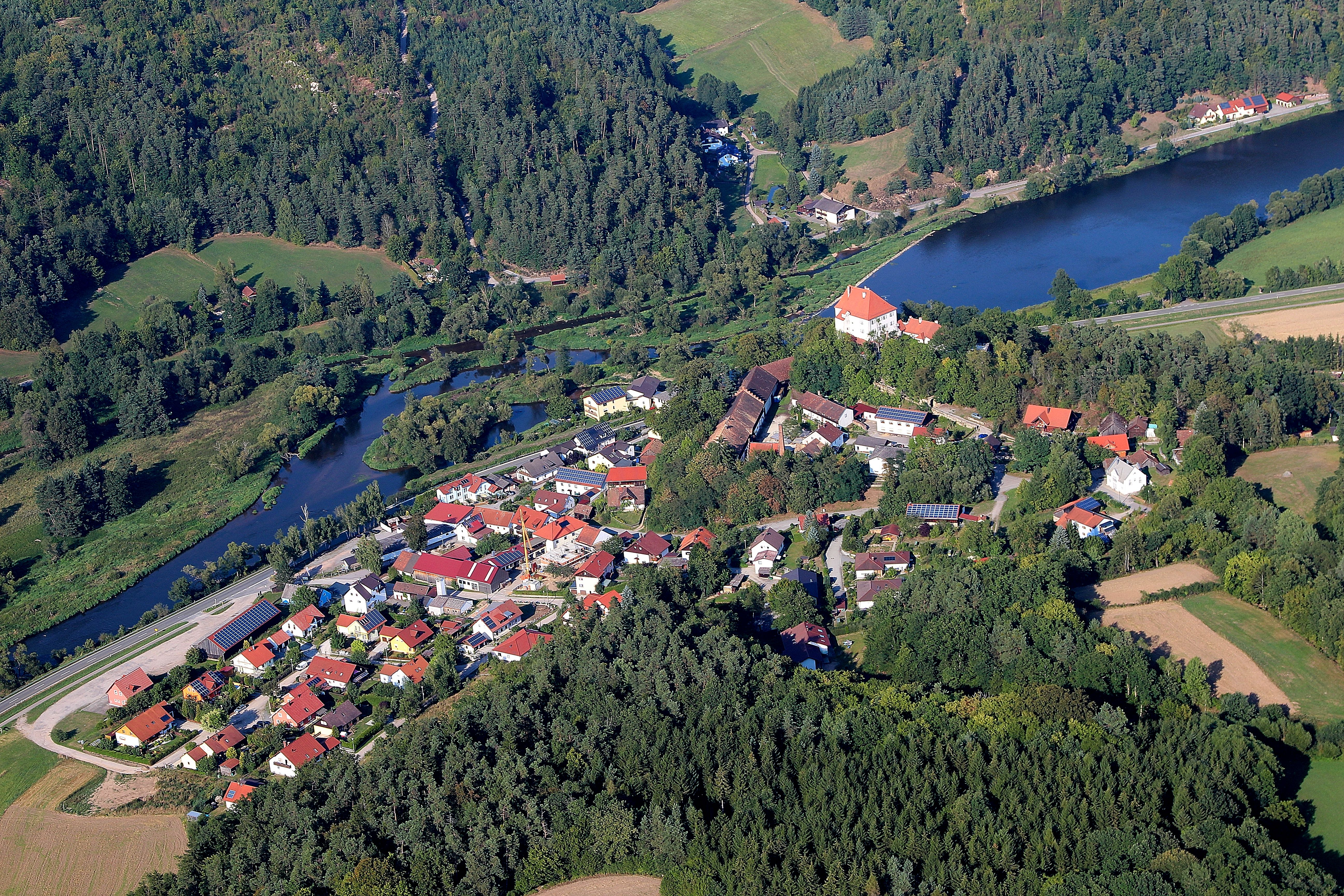
Stefling (2013)

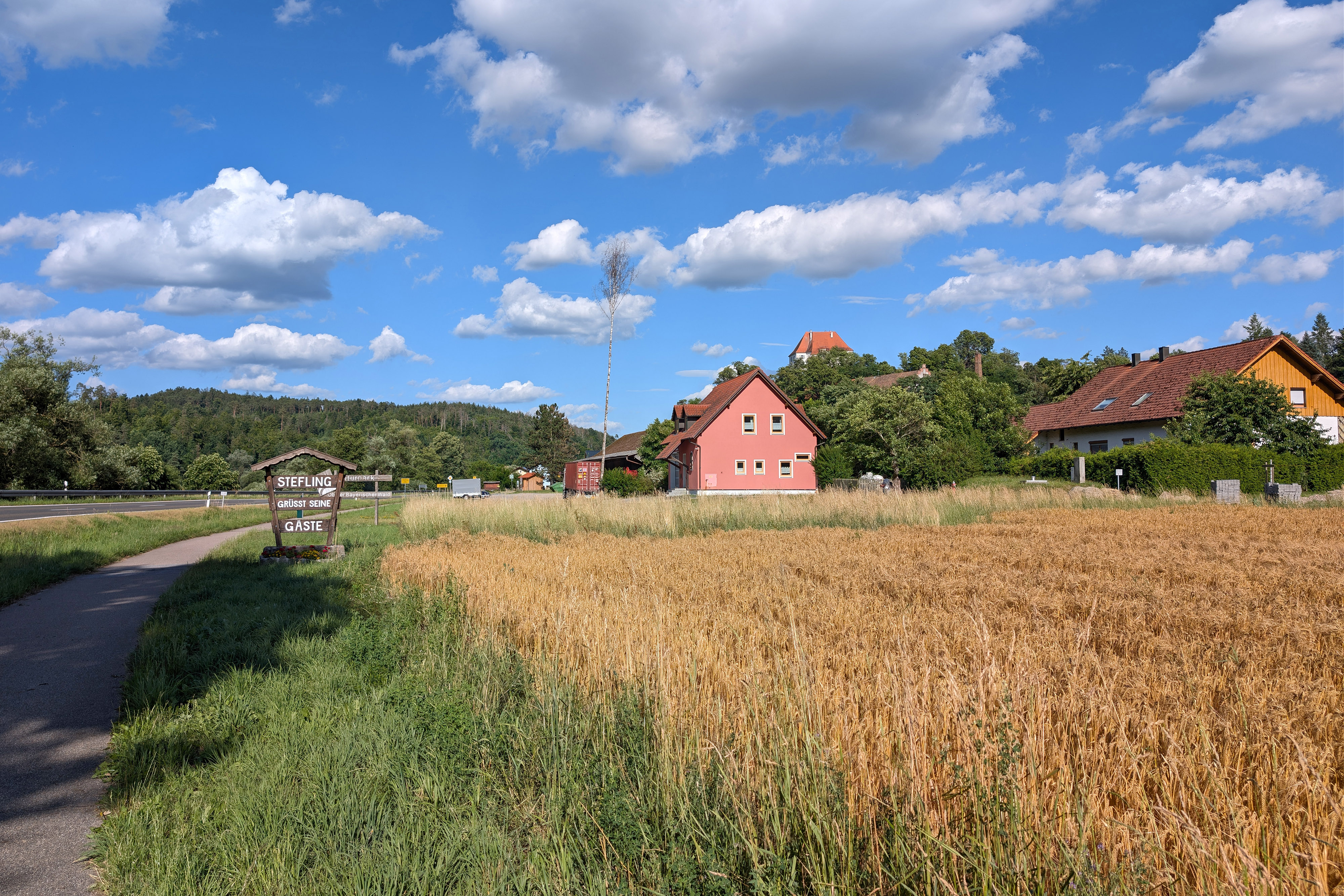
Ortseingang Stefling (2025)

Stefling ist ein Ortsteil der Stadt Nittenau im Oberpfälzer Landkreis Schwandorf in Bayern, ehemals Sitz einer Landgrafschaft der Babonen.

## Geschichte

### Frühzeit
Von den naturräumlichen Gegebenheiten her liegen Stefling und seine Umgebung an der Grenze zwischen dem Falkensteiner Vorwald und dem Oberpfälzer Bruchschollenland, durchschnitten vom Regental.
Diese Lage im Nordgau (Bayern) bot einerseits die Möglichkeit, auf den Hang- und Hochflächen Landbau zu betreiben, die Wälder zu nutzen und andererseits wegen der günstigen Verkehrslage nach Böhmen am Handel teilzunehmen. Da es in der Vorgeschichte Bayerns kaum genaue schriftliche Mitteilungen zum Flussgebiet des Regen gibt, sind Bodenfunde die einzigen Zeugnisse für eine Besiedelung. Die ersten Funde aus der Umgebung Steflings sind fast durchwegs Zufallsfunde. Sie werden im Regensburger Stadtmuseum aufbewahrt und stammen aus dem 18. Jahrhundert. Seit 1962 wird die Gegend um Nittenau durch systematisches Sammeln und Kartieren von Oberflächenfunden archäologisch genauer erfasst.
Der Ortsname Stefling enthält in der ersten Silbe den christlichen Personennamen Stephan und in der zweiten Silbe das Zugehörigkeitssuffix -ing, woraus zu ersehen ist, dass der Lokator bereits christlichen Glaubens gewesen sein muss. Da der Beginn der Christianisierung im Landkreis Cham mit der Stadt Cham (Oberpfalz) in der ersten Hälfte des 8. Jahrhunderts während der Zeit der Bildung des Bistums Regensburg anzusetzen ist, als Herzog Odilo von Bayern ca. 740 nach Christus das Gebiet an das Kloster Sankt Emmeram in Regensburg schenkte, könnte die Entstehung des Ortes mit dem Ortsnamen Stefling frühestens in der zweiten Hälfte des 8. Jahrhunderts erfolgt sein. In einer Notiz der Traditionen des Klosters aus dem Jahr 996 wird eine slawische Bevölkerung abhängiger Bauern erwähnt, die auch im Zusammenhang der Christianisierung des nahen Künisches Gebirge von Bedeutung ist. Es ist anzunehmen, dass in der Cham-Further Senke neben Kelten, Variskern und Armalausi auch West-Slawen, vermutlich Choden, ansässig waren, die im Zuge der karolingischen Kolonisation des Bayerischen Waldes seit dem 8. Jahrhundert und später bei den entstehenden Grundherrschaften in Abhängigkeit kamen.

### Erste urkundliche Erwähnung als Stammsitz der Babonen
Mit der ersten schriftlichen Erwähnung im Jahr 996 ist Stefling einer der ältesten nachweisbaren Orte im Regental. Eine Traditionsnotiz (Notiz über eine Übergabe, Schenkung) im ältesten in Kirchenlatein geschriebenen Traditionsbuch des Klosters St. Emmeram in Regensburg besagt, dass dessen Bürger Pabo aus der Familie der Babonen als Burggraf von Regensburg, nachdem sein Sohn Liutolf ins Kloster Sankt Emmeram eingetreten war, dem Abt und seinen Ordensbrüdern im Bayerischen Wald ein Forstgut und dessen Nutzung überträgt, das zwischen dem Frankenbach und dem Jugenberg und bei seinem Besitz Steuininga (= Stefling) lag. Da Stefling an anderer Stelle locus (= grundherrschaftlich organisierter Bezirk) genannt wird, muss der Ort damals bereits ein Herrensitz gewesen sein. Dafür spricht auch, dass auf diesem Forstgut eine erbuntertänige, slawische Kolonne (Waldarbeiter) ansässig war.

### Ende der administrativen Selbständigkeit
Am 1. Juli 1971 wurde die Gemeinde Stefling in die Stadt Nittenau eingegliedert.

## Die Landgrafschaft Stefling

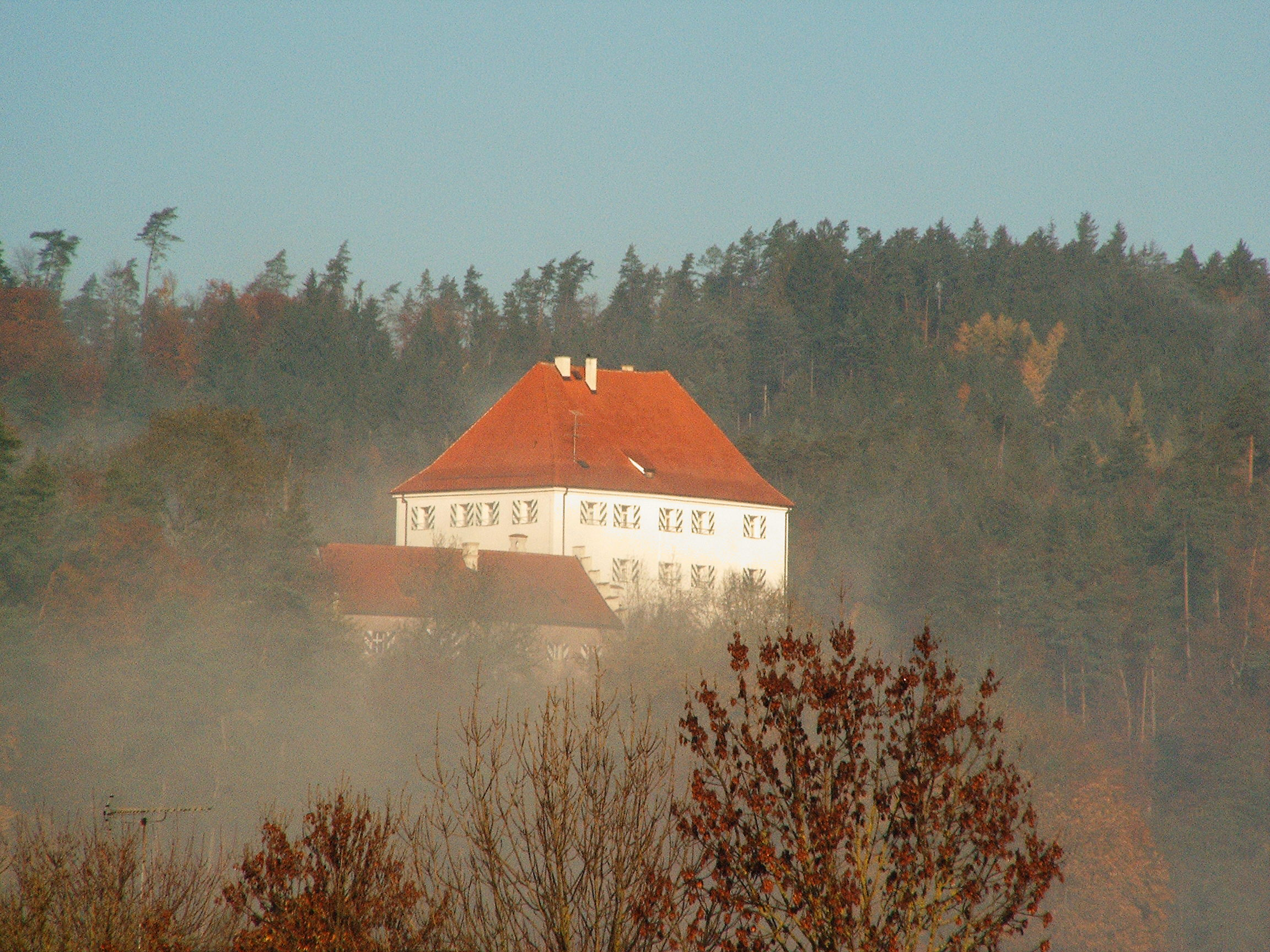
Schloss Stefling

### Entstehung und Verwaltungsdauer
Der 996 genannte Pabo, Angehöriger des Geschlechtes der Babonen, war seit ca. 976 Burggraf, d. h. Stellvertreter des Kaisers, in Regensburg. Zur gleichen Zeit wurde er Graf im westlichen Teil des alten Donaugaus und in Teilen des ehemaligen Nordgaus. Das ursprüngliche Herrschaftsgebiet der Babonen war der Landkeil zwischen Naab und Regen. Von hier aus stießen sie den Regen flussaufwärts in den Vorwald des Bayerischen Waldes hinein vor und erweiterten beharrlich ihren Herrschaftsbereich. Als Vertreter des Kaisers in Regensburg und als Grafen, deren Aufgabe die Friedenssicherung und die Rechtsprechung war, spielten sie eine bedeutende Rolle in der damaligen Politik, wobei sie stets treu an der Seite des Kaisers standen.
Als der fünfte Burggraf, der Babone Otto I. 1143 starb, fand unter dessen Söhnen eine Erbteilung statt, wodurch zwei Linien des Geschlechts entstanden: die burggräfliche Linie und die landgräfliche Linie. Der burggräflichen Linie fielen die Burggrafschaft in Regensburg sowie die Grafenrechte westlich davon bis zur mittleren Altmühl zu, die spätere Grafschaft Hirschberg. Die landgräfliche Linie erhielt eine Grafschaft, die sich nördlich und östlich von Regensburg erstreckte, die spätere Landgrafschaft Leuchtenberg. Die Bezeichnung „Land“-Graf beruht darauf, dass die Linie nur Grafenrechte auf dem Lande ausübte im Gegensatz zu „Stadt“-Grafen.
Zu dieser Landgrafschaft der Babonen gehörte im 12. Jahrhundert ein Gebiet, das große Teile der heutigen Oberpfalz umfasste. Das Kerngebiet waren die Grundherrschaft um die Burg Stefling, weshalb diese Linie auch „Landgrafen von Stefling“ genannt wurden. Sie dehnten ihren Herrschaftsbereich bis in die Gegend von Falkenstein aus. Die Gründung des Hausklosters Walderbach (1143), das eigentlich bereits im Interessengebiet der Diepoldinger lag, zeugt vom Machtbewusstsein der Steflinger Landgrafen ebenso wie die Hauptburg Stefling, deren früheste Teile aus der Mitte des 12. Jahrhunderts stammen. Wie anderen Geschlechtern oder Klöstern in dieser Zeit dienten den Landgrafen auch Ministeriale, die auf kleinen Burgen oder Edelsitzen in der Umgebung ansässig waren und Grundherrschaften und deren Einkünfte verwalteten.
Diese Landgrafschaft Stefling bestand etwa ein halbes Jahrhundert. 1196 starb der letzte Landgraf Otto IV. aus dem Hause der Babonen und der allodiale Grundbesitz fiel an den verwandten Wittelsbacher Herzog Ludwig den Kelheimer. Diesen belehnte Kaiser Heinrich VI. auch mit dem Landgrafenamt, welches der Herzog aber an die Landgrafen von Leuchtenberg weitergab, die seit 1199 mit dem Titel eines Landgrafen bezeugt sind. 1283 verkauften sie das Amt zurück an die Wittelsbacher.
Obwohl die Landgrafschaft Stefling im 12. Jahrhundert nach Christus nur etwa 50 Jahre in dieser Rechtsform Bestand hatte, hat sie bis heute vor allem durch die Kolonisationstätigkeit der Lokatoren Spuren hinterlassen. Ortsnamen mit der Endsilbe -thann, -schlag, -schwand, -loh und -berg gehen auf diese Zeit zurück. Die Ortsnamen Grafenwinn (Ortsteil von Regenstauf) und Grafenhofen (Ortsteil von Wenzenbach) entstanden durch unmittelbare gräfliche Siedlungstätigkeit durch deren Ministeriale.

## Grundherrschaft und Hofmark Stefling

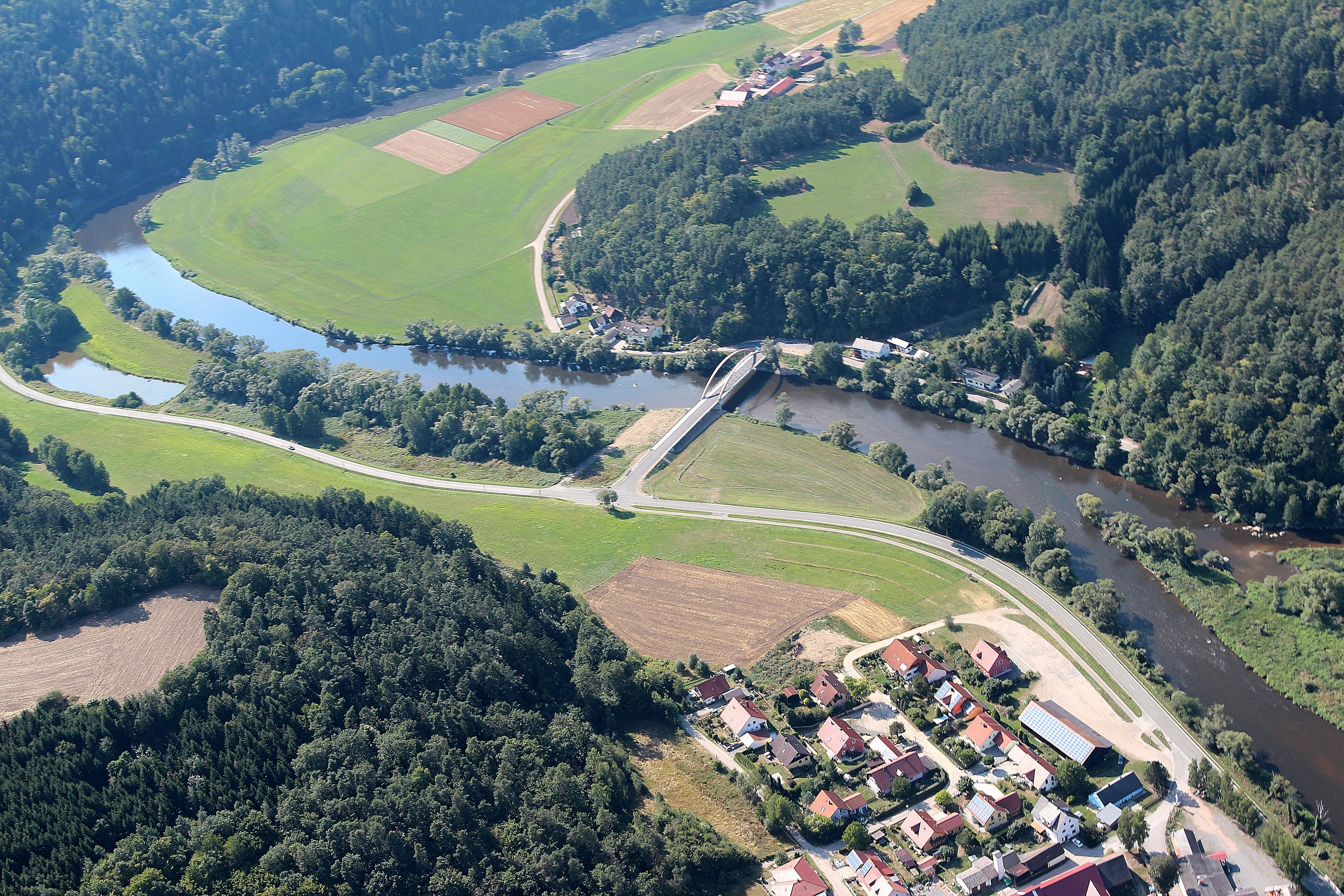
Stefling, Überfuhr, Weißenhof (2013)

Die Grundherrschaft Stefling, seit Mitte des 12. Jahrhunderts nach Christus in der Rechtsform Hofmark – unter den Babonen eine Landgrafschaft mit grundherrlichen Rechten über Land und Leute – blieb weiterhin der Kern der Hofmark. Außer den Landgrafen nannten sich auch Ministeriale nach Stefling, die von 1160 bis 1190 urkundlich bezeugt sind. Diese versahen im Auftrag der Landgrafen die Burghut, sonstige Verwaltungsaufgaben und formten die Anfänge der Rechts- und Verwaltungssituation der Hofmark Stefling und deren Inhaber. Der grundherrliche Rechtsanspruch der Babonen über ihre Untertanen bei der Burg Stefling ging beim Tode Ottos IV., des letzten Landgrafen, auf Grund von Erbansprüchen an Herzog Ludwig I. von Bayern über. In Stefling führten in der Folgezeit auch herzogliche Ministeriale den Ansässigkeitsnamen: zu Stefling u. ä.
Der Umfang der damaligen Grundherrschaft Stefling ist aus dem ältesten bayerisch herzoglichen Urbar von 1231/37 ersichtlich. Danach gehörte zur Herrschaft ein Verwaltungsamt in Regenstauf und umfasste neben Stefling die Orte Weinting, Hengersbach und Überfuhr. Die Herrschaftsinhaber von Stefling besaßen die Blutgerichtsbarkeit, d. h. die Befugnis, Todesurteile zu fällen und vollziehen zu lassen. Dies belegt eine Urkunde aus dem Jahr 1438. Daneben hatten die Herrschaftsinhaber auch die Niedere Gerichtsbarkeit, verfügten über die Einkünfte aus der Erbuntertänigkeit der Bauern, deren Fron- und Spanndienste und das Ius primae noctis. Stefling hatte daher bis zur Bauernbefreiung des Jahres 1848 den Rechtsstatus einer geschlossenen Hofmark.
Die Geschichte der Hofmark Stefling war vom 13. bis zum 17. Jahrhundert n. Chr. durch Landesteilungen, Verpfändungen und wechselnde Besitzer geprägt. Eine einschneidende Veränderung geschah durch den Hausvertrag von Pavia (1329), in welchem Stefling aus der bisherigen Zugehörigkeit zum Verwaltungsamt in Regenstauf herausgelöst und dem Amt in Wetterfeld zugeteilt wurde, das zur Oberpfalz und damit zur pfälzischen Linie der Wittelsbacher gehörte, während Regenstauf bei der altbayerischen Linie verblieb.
Bereits 1318 hatte der damalige bayerische Herzog Burg und Hofmark Stefling und deren Einkünfte an die Hofer auf Burg Hof am Regen verpfändet, welche die Burg bis 1340 behaupteten. Danach kam diese bis 1386 an die Auer, einem Regensburger Patriziergeschlecht, das auch Stockenfels besaß. Durch deren Streitigkeiten hatte Stefling unruhige Zeiten erlebt. Der Nachfolger Peter Ecker, ein kluger Wirtschafter und Rechner gab den pfälzischen Wittelsbachern ein Darlehen und erhielt als Pfand die Einkünfte des Verwaltungsamts in Wetterfeld. Durch die Eheschließung von dessen Erbtochter mit Graf Heinrich von Ortenburg erhielt dieser die Grundherrschaft Stefling 1426 zu Lehen. Die von Ortenburg besaßen Stefling bis gegen Ende des 15. Jahrhunderts, zeitweise unterbrochen von den von Raitenbach. Während dieser Zeit verwüsteten 1426 und 1433 die Hussiten, aus Böhmen kommend, die Umgebung, konnten aber die Burg Stefling nicht einnehmen.
Gegen Ende des 14. Jahrhunderts gehörte zur Grundherrschaft Stefling auch ein Eisenhammer. In der Oberpfälzer Hammereinigung wird ein „Fridreich Fawlschink mit dem hamer zu Steffling“ genannt. Der Hammer wird noch in der Mitte des 16. Jahrhunderts erwähnt. Aus einem Bericht des Johann German Barbing an den Kurfürst Ferdinand Maria vom 16. Januar 1666 heißt es aber: „Stöfling. In der Hofmark St. ist ein Eisenhammer, welcher den Schwarz'schen Erben zugehört, vor 30 oder 40 Jahren schon ungangbar, ganz eingefallen, das Eisenwerk davon distrahirt; ‚das Arzt‘ ist von Amberg alldahin geführt worden.“
Von den von Raitenbach übernahm die Grundherrschaft 1517 Thomas von Reitzenstein, dem zugleich Fischbach und Stockenfels gehörte. Da die Reitzenstein verschuldet waren, verkauften sie 1580 die Herrschaft an Georg Heinrich Bos.
Von den Bos kam Stefling 1612 an die Hofer von Urfahrn, die während des Dreißigjährigen Krieges (1618–1648) und der Rekatholisierung in Bayern Stefling verloren. Als Kurfürst Maximilian I. von Bayern 1623/1628 die seit dem Augsburger Reichs- und Religionsfrieden im Jahr 1555 evangelisch-lutherische Oberpfalz erhalten hatte, verlangte er, dass alle Stände und Untertanen zum römisch-katholischen Glauben konvertierten oder das Land verlassen mussten. Daher verließ Wolf Christoph Hofer Stefling und ging zunächst in die evangelisch-lutherische Reichsstadt Regensburg. Die Hofmark Stefling wurde nach 1618 von der Regierung in Amberg verwaltet. Als evangelisch-schwedische Truppen 1633 die Oberpfalz besetzten, stellten sich mehrere emigrierte evangelische Adelige auf ihre Seite, u. a. auch Wolf Christoph Hofer. Doch schon 1634 konnte die kaiserlich-katholische Armee die Oberpfalz zurückerobern und Wolf Christoph musste erneut außer Landes gehen und ist 1636 in der Emigration gestorben.
Nach dem Tod des Wolf Christoph Hofer bemühte sich ein Sebastian Poysl um die Grundherrschaft Stefling, der einer begüterten Familie angehörte, die u. a. auch Wulkersdorf besaß. Poysl, der seinen Wohnsitz in Nittenau hatte, schilderte in diesem Zusammenhang in mehreren Schreiben an die Regierung in Amberg vergeblich den erbärmlichen Zustand des Schlosses und der Herrschaft, die er erwerben wollte. Der Kauf kam nicht zu Stande.
Als auch der Sohn des verstorbenen Wolf Christoph Hofer nach dem Dreißigjährigen Krieg 1648 Stefling nicht wieder für sich zurück erhalten konnte, verkaufte er Schloss Stefling und Grundbesitz 1656 an den bayerischen Kurfürsten Ferdinand Maria. Dieser verkaufte die Hofmark Stefling im selben Jahr an einen Christoph Münsterer, der am 12. März 1660 von Kaiser Leopold I. in den Reichsadelstand erhoben wurde und nun den Namen Christoph von Münster trug. Da er keinen Sohn hatte, folgten ihm 1696 seine Enkel Johann Christoph und Johann Friedrich Josef, die Stefling zunächst gemeinsam besaßen. 1725–1740 war dann Johann Friedrich Josef Alleininhaber. Im Besitz der Nachkommen blieben Schloss und Grundbesitz in Stefling bis zum Jahre 1793.
1738 oder 1739 wurde das Bergschloss Stefling durch Sturm und Unwetter schwer beschädigt. Der Sohn des Friedrich von Münster und dessen Nachfolger Rudolf Adam Ferdinand von Münster (1749–1786) begannen mit dem Wiederaufbau, der 1748 vollendet war, wie eine Inschrift über dem Eingang besagt. Auch die Kapelle an der Westseite des Schlossgebäudes, die vermutlich schon zu Anfang des 16. Jahrhunderts errichtet worden ist, wurde zu dieser Zeit neu aufgemauert und ausgestattet. Auf Rudolf Adam Ferdinand folgte 1783 sein ältester Sohn Matthias Emanuel. Er verkaufte Bauplätze an seine Steflinger Untertanen. 1786 folgte ihm sein Bruder Georg Joseph, der ebenfalls Bauplätze an Steflinger Dorfbewohner veräußerte und 1793 den Gesamtbesitz Stefling, vermutlich aus wirtschaftlichen Gründen, verkaufte.
Nach 1793 war der neue Besitzer von Stefling Reichsgraf Carl Theodor von Bettschart. Dieser hatte, wie schon sein Vater, verschiedene Verwaltungstätigkeiten im oberpfälzischen Fürstentum Pfalz-Sulzbach inne und wurde 1790 in den Reichsgrafenstand erhoben. Da Graf Bettschart den Kauf in Raten zahlte, mit denen er in Verzug geriet, wurde ein Verwalter (Burggraf) über Stefling gesetzt, der alle Einkünfte überprüfte und Inventare und Baurechnungen erstellte. Daher wurden u. a. ein neues Regenwehr und eine Eiswand zum Schutz der Mühle gegen den Eisstoß des Regen (Fluss) errichtet. 1812/13 wurden Schloss, Kapelle und mehrere Gebäude in Stand gesetzt und die zum Teil eingefallene Schlosshofmauer neu aufgerichtet.
Im Jahr 1817 gelang es Wilhelm Carl Graf von Eckart, der seit 1801 bereits Fischbach mit Stockenfels sowie die Burg Hof am Regen mit dem Burgstall Zangenfels besaß, Stefling an sich zu bringen, indem er Zahlungen an Georg Joseph von Münster und an Graf Bettschart übernahm. Damit begann die neuere Geschichte von Stefling.
Schon 1806 mit Entstehung des Königreich Bayern hatte Stefling die Hochgerichtsbarkeit und damit den Status einer Grundherrschaft verloren. Es war fortan eine Hofmark mit Niedergerichtsbarkeit, bzw. nach dem Revolutionsjahr 1848 Teil eines Patrimonialgerichts. Die Hofmark Stefling, die nördlich von der Herrschaft Fischbach, östlich vom Untergericht Nittenau und der Hofmark Hof und westlich vom herzoglichen Pflegeamt Regenstauf begrenzt wurde, war ein Verwaltungsgebiet von räumlich geringer Ausdehnung. Ende des 18. Jahrhunderts umfasste es 23 Anwesen in den Ortschaften Stefling (17 Anwesen), Haarhof, Hammerhäng, Harthöfl, Ödgarten, Rummelsölden und Weinting. Zu Beginn des 19. Jahrhunderts kamen Hengersbach, Geiseck, Überfuhr und Weißenhof dazu. Die Herrschaftsinhaber besaß in Stefling das Schloss mit Kapelle, die Hofgebäude, das Brauhaus, eine Mühle, das Jägerhaus, ein Gartenhaus, das Amtshaus und ein weiteres Haus. Davon sind heute das Schloss mit Kapelle und das Jägerhaus neben dem Schloss erhalten geblieben. Das Brauhaus wurde abgerissen, in der Mühle am Regen entstand ein Elektrizitätswerk.
Obwohl gering an Flächenumfang und Zahl der Bewohner erhielt Stefling seine historische Bedeutung als Hauptsitz der Landgrafschaft der Babonen und später als Sitz einer Hofmark, deren Inhaber nicht dem Pfleger von Wetterfeld, sondern unmittelbar dem pfälzischen bzw. bayerischen Landesherren unterstand.

## Stefling und die Grafen von der Mühle-Eckart

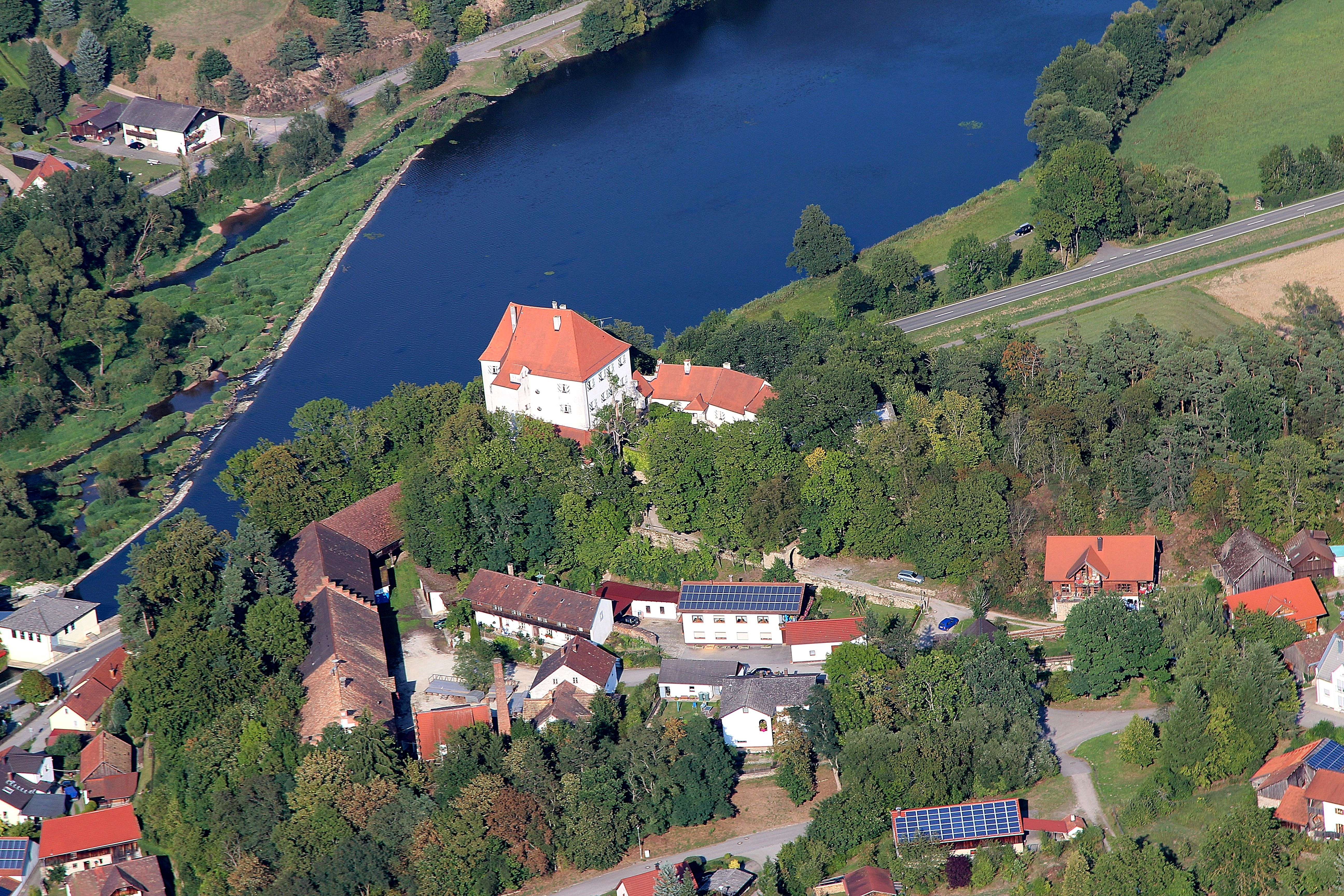
Schloss Stefling

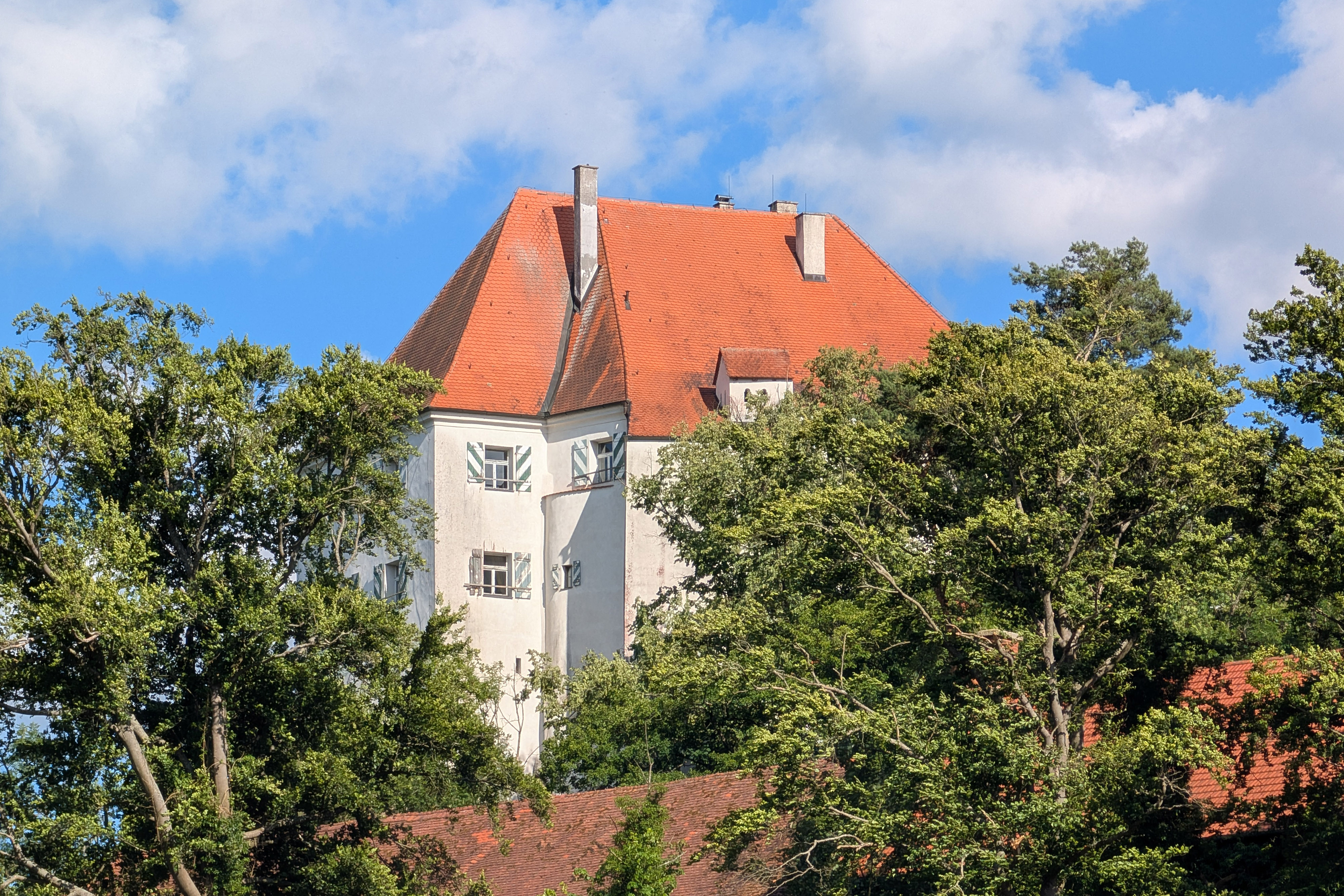
Blick auf Schloss Stefling vom Ortseingang

Im Jahr 1817 hatte Wilhelm Carl Graf Du Moulin-Eckart – seit 1790 im Grafenstand – die Hofmark Bertoldsheim in Oberbayern und Schloss und Hofmark Stefling erworben. Er stammte aus einem Geschlecht, dessen Mitglieder Räte am kurmainzischen Hof waren und 1748 ein Adels- und Freiherrendiplom erhielten. Er war erblicher Reichsrat im Königreich Bayern, Kämmerer, Generalleutnant und besaß in der Oberpfalz neben Stefling noch Leonberg, Pirkensee, Fischbach, Burg Hof am Regen und Winklarn (Oberpfalz). Auf seine Veranlassung hin wurde Stefling, das nach dem Verlust der Hochgerichtsbarkeit 1806 eine einfache Hofmark mit Niedergerichtsbarkeit war, 1820 dem Patrimonialgericht Leonberg zugeteilt, zu dem auch Fischbach und Hof gehörten.
Als Teil eines Patrimonialgerichtes war Stefling eine patrimonialgerichtische Rural-Gemeinde, zu der die Orte Stefling, Geiseck, Haarhof, Hammerhäng, Hengersbach, Hartlhöf, Ödgarten, Rumelsölden, Überfuhr, Weinting und Weißenhof gehörten. Die Gemeinde zählte 56 Familien mit 243 Einwohnern.
Eugenie, Erbtochter des Wilhelm Carl Graf von Eckart, verehelichte sich 1806 mit dem französischen Generalleutnant Charles Dumoulin mit der neuen Namensbildung Du Moulin-Eckart, dessen Erhebung zum Grafen im Jahre 1822 auch im Königreich Bayern anerkannt worden war. Die drei ältesten Söhne aus dieser Verbindung veränderten 1822 auf Wunsch des bayerischen Königs Ludwig I. und mit dessen Bewilligung ihren Familiennamen zu dem deutschsprachigen Eckart von der Mühle. Karl Graf Du Moulin, der 1847 verstorben war, hatte testamentarisch bestimmt, dass seine Ehefrau Eugenie Nutznießerin des gesamten Besitzes in Bayern sein soll und seine beiden ältesten Söhne den Besitz erben sollten.
Nachdem Eugenie Eckart von der Mühle 1856 verstorben war, erbte der älteste Sohn Karl Eduard Graf Du Moulin-Eckart (der wieder den französischen Namen führte) den Besitz in der Gegend von Neuburg a. d. Donau (Schloss Winklarn und Schloss Bertoldsheim, letzteres wurde 2008 verkauft). Er ist der Stammvater der älteren Linie des gräflichen Hauses Du Moulin-Eckart.
Der zweitälteste Sohn Gustav Eckart von der Mühle erbte Besitz in der Oberpfalz, wurde der Stammvater der jüngere Linie und nannte sich ab 1857 als königlich-bayerischer Kämmerer Graf von der Mühle-Eckart. Er starb 1869 und hinterließ keine ehelichen Nachkommen. Ihm folgte als Erbe sein Neffe Karl Heinrich Wenzeslaus, Sohn des Grafen Karl Heinrich Leopold (1810–1855), dem drittältesten Sohn des Grafen Karl Du Moulin. Karl Heinrich Wenzeslaus, der sich wie sein Onkel Graf von der Mühle-Eckart nannte und erblicher Reichsrat der Krone Bayerns war, besaß Stefling bis zum Jahre 1889. Ihm folgte sein jüngerer Bruder, Heinrich Karl Ludwig Graf von der Mühle-Eckart (1851–1922). Auch er war bis 1918 erblicher Reichsrat der Krone Bayerns. Die Mutter der beiden Grafen war Juliane Freiin von Woellwarth, Obersthofmeisterin von Marie Friederike von Preußen, Ehefrau des bayerischen Königs Maximilian II. und Mutter von König Ludwig II.
Graf Heinrich von der Mühle-Eckart veranlasste in Stefling 1897 den Neubau einer Mühle und verpachtete 1911 die Überfuhr am Regen mit dem Fischerhaus an die Gemeinde. 1881 wurde er Ehrenmitglied der Freiwilligen Feuerwehr Stefling. Die Grafen Eckart von der Mühle hatten damals ihre Wohnsitze in Leonberg oder Pirkensee. Das Steflinger Schloss wurde von gräflichen Beamten bewohnt und für Kanzleien genutzt. Nach dem Tod des Grafen Heinrich (1922) übernahm dessen ältester Sohn, Karl Heinrich Leopold Graf von der Mühle-Eckart die Nachfolge. Aus der Ehe mit Gabriele Freiin von Gise gingen drei Kinder hervor: Katharina Maria Karoline, Heinrich Karl Gabriel und Karola Maria Gabriele.
Nach dem Ableben des Karl Heinrich Leopold Graf von der Mühle-Eckart im Jahre 1968 wurde der Besitz aufgeteilt: Sein Sohn Heinrich Karl Gabriel Graf von der Mühle-Eckart (geb. 1910) übernahm Schloss und Besitz Leonberg, wo er bis zu seinem Tod 2005 wohnte. Seine Tochter Katharina, verheiratet mit Alexander von Falkenhausen (Rennfahrer) (1907–1989) erhielt das Gut Fischbach, und seine Tochter Karola Gräfin von der Mühle-Eckart den land- und forstwirtschaftlichen Besitz zu Stefling. Karola von der Mühle-Eckart († Januar 2006), die seit ihrer Geburt in Stefling lebte, wohnte im zum Gutskomplex gehörenden Meierhof, den Graf Karl 1877 neu erbauen ließ. Das Schloss erhielt 1982 Gabriele, die Tochter des Heinrich Karl zu Leonberg, die im gleichen Jahr Ferdinand Graf von Drechsel heiratete. Das Schloss und die Jägerwohnung wurden 1987 als Erbbaurecht an ein Ehepaar überlassen, das beide Gebäude sanierte.